# Oxonium

Oxoniumionen in der organischen Chemie: Protonierter Alkohol (links) und ein protonierter Ether (rechts). R, R^{1} und R^{2} sind Organyl-Reste (Alkyl, Aryl, Alkylaryl etc.). R^{1} und R^{2} können gleich oder unterschiedlich sein.

Oxonium (auch: Oxonium-Ion, veraltet, aber verbreitet: Hydroxonium und Hydronium, nach IUPAC streng systematisch, aber ungebräuchlich: Oxidanium) ist die Bezeichnung für ein protoniertes Wassermolekül (H3O+). In der Regel werden auch hydratisierte Ionen wie H9O4+ (H3O+ · 3 H2O) als Oxonium- oder Hydroxonium-Ionen bezeichnet.
Ladungsträger ist im Wesentlichen das Sauerstoffatom und es handelt sich um ein Kation, was sich aus dem Wort Oxonium ableiten lässt, da Ox(o)... für Sauerstoffatom und ...onium für ein Kation steht. Oxonium bildet sich durch protolytische Reaktionen in Wasser bzw. in wässrigen Lösungen.
Im weiteren Sinn sind Oxonium-Ionen eine Sammelbezeichnung für organische Abkömmlinge des Ions H3O+ in der Form [R–OH2]+ [R2OH]+ [R3O]+, wobei R für organische Reste steht. Auch bei diesen Kationen tragen Sauerstoffatome die Ladung.
Liegen Oxonium (H3O+) oder seine organischen Abkömmlinge als Kation eines Salzes vor, zählt man die Verbindungen zu den Oxoniumsalzen.
Liegt Hydronium (auch: Hydronium-Ion) als hydratisiertes H+-Teilchen vor, werden oft aus Gewohnheit bzw. aus Bequemlichkeit die Bezeichnungen H+, H+aq oder H+ · H2O gewählt. Gemeint sind jedoch in der Regel H3O+-Teilchen. Die Bezeichnung Hydronium und das Teilchen H+ sind für die Formulierung von chemischen Reaktionen nur wenig geeignet, da ein Hydron (das H+-Teilchen, auch Proton genannt) in freier Form in Lösungen oder in Verbindungen nicht existiert, sondern sich sofort mit dem nächstbesten Molekül verbindet und daher allein weder Reaktant noch Produkt einer Reaktion ist.

## Eigenschaften
Der pKS-Wert des Oxoniumions ist als Fixpunkt der protochemischen Spannungsreihe null.
Oxoniumionen entstehen durch Autoprotolyse des Wassers, wobei ein Proton (H+) von einem Wassermolekül auf ein anderes übergeht. Im Gleichgewicht liegt in neutralem Wasser, bei einer Temperatur von 25 °C, eine Stoffmengenkonzentration der Oxoniumionen (ebenso der Hydroxidionen) von 10−7 mol/l vor, wodurch der pH-Wert 7 definiert wird.
{\displaystyle \mathrm {H_{2}O+H_{2}O\ \rightleftharpoons \ H_{3}O^{+}+OH^{-}} }
Durch die Autoprotolyse des Wassers entstehen auch in neutralem Wasser ständig Oxonium- und Hydroxidionen, welche wieder zu Wassermolekülen zurückreagieren.
Durch Zugabe von Säuren erhöht sich diese Gleichgewichtskonzentration durch Übergang der Protonen von der Säure auf Wassermoleküle, der pH-Wert wird erniedrigt. In alkalischen Lösungen wird der pH-Wert erhöht, da die Konzentration von Oxoniumionen kleiner wird.
Das Oxoniumion ist die stärkste Säure, die in wässriger Lösung existieren kann. Stärkere Säuren als das Oxoniumion (z. B. H2SO4 oder HCl) dissoziieren im Wasser vollständig zu H3O+
{\displaystyle \mathrm {HCl+H_{2}O\ \rightarrow \ H_{3}O^{+}+Cl^{-}} }
Reaktion von Salzsäure mit Wasser zum Oxoniumion und Chlorid-Anion.
Mittelstarke und schwache Säuren (z. B. Essigsäure) übertragen hingegen nur einen Teil ihrer Protonen auf das Wasser.
Die Lebensdauer des Oxoniumions ist sehr kurz (etwa 10−13 Sekunden), da das angelagerte Proton sehr leicht an ein anderes Wassermolekül weitergegeben wird:
{\displaystyle \mathrm {\ {H_{3}O^{+}}+H_{2}O\ \rightleftharpoons \ \ {H_{2}O}+H_{3}O^{+}} }
Übertragung eines Protons von einem Wassermolekül auf ein anderes.
In Lösung findet ein kontinuierlicher Übergang zwischen unterschiedlich hydratisierten Protonen statt. Beim Transfer wird dabei stets ein Proton von einem Sauerstoffatom zum nächsten weitergereicht. Dabei verändern sich die Positionen der einzelnen Atome nur minimal. Diese Defektwanderung, die auch als Grotthuß-Mechanismus bezeichnet wird, ist Ursache für die im Vergleich zu anderen Ionen hohe Äquivalentleitfähigkeit von Protonen von 315 S·cm3·mol−1.
Das Zundel-Ion und das Eigen-Ion stellen mögliche Hydratisierungsformen dar.
Das Zundel-Ion kann formell als Proton, das von zwei Wassermolekülen hydratisiert wird, betrachtet werden:
{\displaystyle \mathrm {H^{+}\cdot 2\ H_{2}O\equiv H_{5}O_{2}^{+}} }
Zundel-Ion(+1)
Dagegen wird das Eigen-Ion (formell [H9O4]+ bzw. Tetraoxidanium) als ein von drei Wassermolekülen hydratisiertes Oxonium betrachtet.
{\displaystyle \mathrm {H_{3}O^{+}\cdot 3\ H_{2}O\equiv H_{9}O_{4}^{+}} }
Eigen-Ion(+1)
Untersuchungen mittels Infrarotspektroskopie ergaben ein hydratisiertes H13O6+ Ion, wobei die dem im Zentrum stehenden H+ unmittelbar benachbarten Sauerstoffatome zweier Wassermoleküle untereinander einen größeren Abstand haben als im Zundelkomplex. Vier weitere Wassermoleküle gehören noch zu diesem Ion, was von acht Hydratmolekülen umgeben ist.
Da alle solche Ionenbildungen und Hydratisierungen in wässriger Lösung bei stöchiometrischen Berechnungen keine Rolle spielen, wird üblicherweise die Schreibweise H3O+ (das eigentliche Oxoniumion) oder sogar nur H+ (Hydron) verwendet. Freie Protonen kommen jedoch in wässrigen Lösungen praktisch nicht vor.

## Oxoniumsalze
Stabile Oxoniumsalze werden nur von den allerstärksten Säuren, z. B. der Perchlorsäure, gebildet:
{\displaystyle \mathrm {H_{2}O+HClO_{4}\longrightarrow [H_{3}O]ClO_{4}} }
Wasser wird durch Perchlorsäure protoniert. Dabei entsteht ein Oxoniumion und das Perchloratanion. Beide zusammen bilden das Oxoniumsalz.

## Oxoniumionen in der organischen Chemie
Oxoniumionen in organischen Verbindungen treten meist als Zwischenstufen von Additionen, Substitutionen, der Dehydratation (von Alkoholen) und der Pinakol-Umlagerung auf. Sie treten als protonierte Alkohole (Alkoxonium-Ionen), Ether (Dialkoxonium-Ionen), oder seltener auch als protonierte Carbonsäuren oder Phenole (Phenolxonium-Ionen) auf. Meist dissoziieren organische Oxoniumionen sehr schnell durch Wasser-/Alkoholabspaltung, oder Deprotonierung. Da Wasser eine gute Abgangsgruppe ist, sind Oxoniumionen für viele Substitutions- und Eliminierungsreaktionen eine wichtige Zwischenstufe.

### Di-/Alkoxonium-Ionen bei SN2-Reaktionen
Da OH− eine schlechte Abgangsgruppe ist, ist die Bildung von Di- bzw. Alkoxonium-Ionen, als erster Schritt für eine nukleophile Substitution einer OH-Gruppe, meist notwendig. Die Protonierung einer OH- bzw. OR-Gruppe wird durch Säuren durchgeführt. Anschließend kann ein Nukleophil das Kohlenstoffatom, welches die OH2+-Gruppe trägt, leicht angreifen. Zur Veranschaulichung ist im Folgenden die nukleophile Substitution von Methanol (CH3OH) mit Salzsäure (HCl) dargestellt:
{\displaystyle \mathrm {CH_{3}{-}OH\ +\ {\color {Blue}HCl}\ \rightarrow \ CH_{3}{-}OH{\color {Blue}{-}H^{+}}\ +\ {\color {Blue}Cl^{-}}} }
1. Schritt: Protonierung der OH-Gruppe und damit Bildung des Alkoxonium-Ions.
{\displaystyle \mathrm {CH_{3}{-}OH{\color {Blue}{-}H^{+}}\ +\ {\color {Blue}Cl^{-}}\ \rightarrow \ CH_{3}{\color {Blue}{-}Cl}\ +HO{-}{\color {Blue}H}} }
2. Schritt: Nukleophiler Angriff des Chlorid-Anions und damit Bildung von Chlormethan.
Die Reaktion erfolgt analog mit Ethern. Statt des Alkoxonium-Ions würde man als Zwischenstufe ein Dialkoxonium-Ion erhalten.

### Di-/Alkoxonium-Ionen bei säurekatalysierter Addition an Alkene
Wasser und Alkohole addieren normalerweise nicht an Alkene. Sie sind zu schwache Säuren, das heißt ihre Wasserstoffatome können von der Doppelbindung des Alkens nicht abgenommen werden. Anders bei Oxonium-Ionen. Die Doppelbindung kann ein Wasserstoff eines Oxoniumions entfernen. Das daraus resultierende Carbeniumion wird vom Wasser oder Alkohol nukleophil angegriffen. Daher läuft die Reaktion nur säurekatalysiert ab. Beispielhaft ist im Folgenden der Mechanismus der säurekatalysierten Addition von Wasser an Ethen (C2H4) dargestellt:
{\displaystyle \mathrm {H_{2}C{=}CH_{2}\ +\ {\color {Blue}H{-}OH_{2}^{+}}\ \rightleftharpoons \ H_{2}C^{\underline {+}}CH_{2}{-}{\color {Blue}H}\ +\ {\color {Blue}H_{2}O}} }
1. Schritt: Ein Oxonium-Ion gibt ein H+ an Ethen ab. Es entsteht ein Carbeniumion.
{\displaystyle \mathrm {H_{2}C^{\underline {+}}CH_{2}{-}{\color {Blue}H}\ +\ {\color {Blue}H_{2}O}\ \rightleftharpoons \ {\color {Blue}H_{2}O^{\underline {+}}}H_{2}C{-}CH_{2}{-}{\color {Blue}H}} }
2. Schritt: Das Carbeniumion wird vom Wasser nukleophil angegriffen. Als Produkt dieses Zwischenschrittes entsteht ein an einen organischen Rest gebundenes Oxoniumion. Genauer gesagt ein Alkoxoniumiom (protonierter Alkohol).
{\displaystyle \mathrm {{\color {Blue}H_{2}O^{\underline {+}}}H_{2}C{-}CH_{2}{-}{\color {Blue}H}\ +\ H_{2}O\ \rightleftharpoons \ {\color {Blue}HO{-}}CH_{2}{-}CH_{2}{-}H\ +\ H_{2}O{-}{\color {Blue}H^{+}}} }
3. Schritt: Das Ethanoxoniumion (protoniertes Ethanol) überträgt H+ auf ein Wassermolekül. Es entsteht H3O+ und Ethanol. Der Katalysator wurde damit wieder regeneriert.
Die Reaktion verläuft analog mit Alkoholen. Bei der Addition von einem Alkohol würde man einen Ether erhalten. Ohne Säure findet keine Reaktion statt.
{\displaystyle \mathrm {H_{2}C{=}CH_{2}\ +\ H_{2}O\ \rightarrow \ keine\ Reaktion} }

### Alkoxonium-Ionen als Zwischenstufe einer Solvolyse
Alkoxoniumionen lassen sich auch als Zwischenschritt einer nukleophilen Substitution (nach SN1-Mechanismus) mit Wasser beobachten. Nachfolgend ist eine unimolekulare nucleophile Substitution von tert-Butylchlorid zu tert-Butanol dargestellt:
{\displaystyle \mathrm {(H_{3}C)_{3}{-}C{-}Cl\ \rightleftharpoons \ (H_{3}C)_{3}{-}C^{+}\ +\ Cl^{-}} }
1. Schritt: Dissoziation zu einem Carbenium-Ion und Chlorid-Ion.
{\displaystyle \mathrm {(H_{3}C)_{3}{-}C^{+}\ +\ {\color {Blue}H_{2}O}\ \rightleftharpoons \ (H_{3}C)_{3}{-}C{\color {Blue}{-}OH_{2}^{+}}} }
2. Schritt: Nukleophiler Angriff von Wasser. In diesem Schritt entsteht als Produkt ein Alkoxoniumion.
{\displaystyle \mathrm {(H_{3}C)_{3}{-}C{\color {Blue}{-}OH_{2}^{+}}\ +H_{2}O\ \rightleftharpoons \ (H_{3}C)_{3}{-}C{\color {Blue}{-}OH}\ +\ H_{2}O{-}{\color {Blue}H^{+}}} }
3. Schritt: Alkoxoniumionen sind sehr sauer und deprotonieren schnell.

### Protonierte Carbonsäuren
Carbonsäuren zeigen typische pKs-Werte von 1 bis 5. Eine Protonierung kann am sehr schwach basischen Sauerstoff-Atom der Carbonylgruppe mit sehr starken Mineralsäuren erfolgen. Protonierte Carbonsäuren haben einen pKs von ca. −6. Diese Zwischenstufen werden bei allen säurekatalysierten Veresterungen gebildet.

### Phenoloxonium-Ion
Phenol ist eine schwache Säure (pKS 9,99) und eine schwache Base zugleich. Zur Protonierung bedarf es sehr starker Säuren wie z. B. Jodwasserstoff. Der pKS eines Phenoloxonium-Ions beträgt −6,7.
Phenylalkylether können nur unter der Katalyse von Jodwasserstoff gespalten werden (Umkehrung der Williamson-Ethersynthese). Die intermediär gebildete Phenoloxonium-Zwischenstufe zerfällt in Phenol und Alkyliodid.

### Etherate
Diethylether bildet mit der Lewis-Säure Bortrifluorid ein stabiles Oxoniumsalz, das Bortrifluoriddiethyletherat.
(Alkoxoniumionen haben einen pKs von ca. −3)